# Renate Ewert
Pour les articles homonymes, voir Ewert.
Renate Ewert, née le 9 novembre 1935 à Königsberg (capitale de la province de Prusse-Orientale) et morte le 4 décembre 1966 à Munich (Allemagne), est une actrice allemande.

## Filmographie sélective
- 1957 : Les Nuits du Perroquet vert de Georg Jacoby
- 1959 : J'irai cracher sur vos tombes de Michel Gast : Sylvia Shannon
- 1962 : Le Livre de San Michele (Axel Munthe, der Arzt von San Michele) de Giorgio Capitani, Rudolf Jugert et Georg Marischka : une patiente
- 1963 : L'Appartement des filles de Michel Deville : Lolotte
- 1964 : Échappement libre de Jean Becker : la comtesse avec Mario
- 1964 : Angélique Marquise des Anges de Bernard Borderie : Margot
- 1966 : Baroud à Beyrouth (Agent 505 – Todesfalle Beirut) de Manfred R. Köhler : La femme de chambre